# إبراهيم عثمان (عسكري)
اللواء الركن الطيار إبراهيم باشا عثمان (1928 - 23 نوفمبر 2022) أول قائد لسلاح الجو الملكي الأردني.

## حياته ونشأته
وُلد إبراهيم عثمان في عمان في المملكة الأردنية الهاشمية (إمارة شرق الأردن آنذاك) لأسرة كشوقه الشركسية عام 1928م. أنهى دراسته في مدرسة المطران بعمان، ثم التحق بالقوات المسلحة الأردنية (الجيش العربي الأردني آنذاك) عام 1946م، واُرسل في نفس العام في بعثة عسكرية إلى بريطانيا للالتحاق بأكاديمية ساندهيرست العسكرية الملكية.
كان يحب الطيران وزاول هواية الطيران الشراعي في ساندهيرست، مما دفعه إلى تعلّم الطيران المدني على حسابه الخاص أثناء وجوده في بريطانيا فحصل على شهادة «أ» في ممارسة الطيران المدني، فكان بذلك أول مواطن أردني يحصل على إجازة الطيران المدني من معهد بريطاني.

## مسيرته
تقدّم بطلب إلى القائد العام الجيش العربي الأردني بعد عودته إلى عمان لنقله إلى سلاح الجو الملكي الأردني، فأجيب إلى طلبه وأوفد في بعثة طيران مقاتل إلى بريطانيا، وبعد إنهاء دورته الأولى أوفد في بعثة ثانية ليتخرج منها كمدرب طيران مقاتل.
كان أول ضابط أردني يتولّى منصب قائد سلاح الجو الملكي الأردني بعد أن قام جلالة الملك الحسين بن طلال بتعريب الجيش من القيادات البريطانية عام 1956م، حيث كان يحمل رتبة رائد طيار حينذاك. استمر في قيادة سلاح الجو الملكي الأردني حتى عام 1962م، ووصل إلى رتبة لواء ركن طيار، وجمع إلى منصبه كقائد لسلاح الجو الملكي الأردني منصب المدير العام للطيران المدني لفترة طويلة من الوقت.
عمل مرافقاً عسكرياً لجلالة الملك الحسين بن طلال لعدة سنوات، ثم عمل ملحقاً عسكرياً في عدة دول، وكان آخر منصب عسكري له هو ممثل الأردن العسكري لدى مجلس الدفاع العربي المشترك في جامعة الدول العربية في القاهرة.
عمل خلال خدمته العسكرية على تطوير وتنمية سلاح الجو الملكي الأردني بكل كفاءة وإخلاص، وحاز على الكثير من الأوسمة العسكرية الرفيعة تقديراً لجهوده المخلصة وكفاءته المتميزة.